# 7 Sinners
7 Sinners é o décimo quarto álbum de estúdio da banda Helloween, lançado em 31 de outubro de 2010. Ao comentar o álbum, o baixista Markus Grosskopf disse:
| “ | Depois do Unarmed nós estávamos prontos para alguma coisa de verdade, sabe, sem ter discutido o que nós vamos fazer todo mundo tinha essa vontade de fazer coisas bem pesadas, sabe. E isso foi o que saiu disso [...] Eu o chamo de meu álbum nascido naturalmente. As primeiras duas faixas que tínhamos eram "Are You Metal?" e "Where the Sinners Go" e isso foi meio que a direção que nós amamos então nós meio que deixamos ambas intocadas e só as demos um som pesado e colocamos outras faixas em volta delas. | ” |

## Faixas
| N.º | Título                                       | Letras           | Música           | Duração |  |
| 1.  | "Where the Sinners Go"                       | Andi Deris       | Andi Deris       | 3:35    |  |
| 2.  | "Are You Metal?"                             | Andi Deris       | Andi Deris       | 3:37    |  |
| 3.  | "Who is Mr. Madman?"                         | Sascha Gerstner  | Sascha Gerstner  | 5:42    |  |
| 4.  | "Raise the Noise"                            | Michael Weikath  | Michael Weikath  | 5:06    |  |
| 5.  | "World of Fantasy"                           | Markus Grosskopf | Markus Grosskopf | 5:14    |  |
| 6.  | "Long Live the King"                         | Andi Deris       | Andi Deris       | 4:12    |  |
| 7.  | "The Smile of the Sun"                       | Andi Deris       | Andi Deris       | 4:36    |  |
| 8.  | "You Stupid Mankind"                         | Sascha Gerstner  | Sascha Gerstner  | 4:04    |  |
| 9.  | "If a Mountain Could Talk"                   | Markus Grosskopf | Markus Grosskopf | 6:44    |  |
| 10. | "The Sage, the Fool, the Sinner"             | Michael Weikath  | Michael Weikath  | 3:59    |  |
| 11. | "My Sacrifice"                               | Sascha Gerstner  | Sascha Gerstner  | 4:59    |  |
| 12. | "Not Yet Today"                              | Andi Deris       | Andi Deris       | 1:11    |  |
| 13. | "Far in the Future"                          | Andi Deris       | Andi Deris       | 7:45    |  |
| 14. | "I'm Free (faixa bônus da edição de luxo)"   | Markus Grosskopf | Markus Grosskopf | 4:15    |  |
| 15. | "Faster We Fall (faixa bônus japonesa)"      | Markus Grosskopf | Markus Grosskopf | 4:48    |  |
| 16. | "Aiming High (faixa bônus download digital)" |                  |                  | 4:32    |  |

## Créditos

### Helloween
- Andi Deris – Vocal
- Michael Weikath – Guitarra
- Sascha Gerstner – Guitarra, vocal de apoio
- Markus Grosskopf – Baixo
- Dani Loeble – Bateria

### Músicos adicionais
- Matthias Ulmer - Teclados
- Eberhard Hahn - solo de flauta em "Raise the Noise"
- William "Billy" King e Olaf Senkbeil - Coral
- Ron Deris - Backing vocais adicionais em "Far in the Future"
- Biff Byford - Prólogo falado em "Who is Mr. Madman?"

## Paradas
| Parada (2010)               | Melhor posição |
| --------------------------- | -------------- |
| European Billboard Top 100  | 56             |
| Czech Republic Albums Chart | 9              |
| Finnish Albums Chart        | 16             |
| Greek Albums Chart          | 18             |
| Japanese Albums Chart       | 18             |
| Russian Albums Chart        | 22             |
| Slovenian Albums Chart      | 22             |
| German Albums Chart         | 25             |
| Croatian Albums Chart       | 26             |
| Swiss Albums Chart          | 38             |
| Swedish Albums Chart        | 40             |
| Spanish Albums Chart        | 51             |
| Austrian Albums Chart       | 57             |
| French Albums Chart         | 65             |
| UK Rock Albums Chart        | 21             |